# Cimetière de Beaumont-sur-Oise
Le cimetière de Beaumont-sur-Oise est le cimetière municipal de la commune de Beaumont-sur-Oise dans le Val-d'Oise à 32 km au nord de Paris. Il donne boulevard Léon-Blum.

## Histoire et description
Le cimetière est fondé en 1832, l'année de l'épidémie de choléra qui oblige les municipalités à excentrer les cimetières et donc à fermer le cimetière paroissial près de l'église de Beaumont,. Le cimetière possède encore de jolies tombes anciennes et quelques chapelles familiales. Ses allées principales sont plantées de cerisiers du Japon, ce qui lui donne un aspect romantique à la floraison du printemps. Il existe un carré militaire de trente-trois sépultures sur une pelouse et un jardin du souvenir.

## Personnalités inhumées
- André Berthier (1907-2000), archéologue
- Jules de Lesseps (1809-1887), diplomate et frère de Ferdinand de Lesseps (chapelle et buste)
- Louis Roussel (1876-1952), maire socialiste de Beaumont, syndicaliste fondateur en 1929 de la Fédération générale de l'enseignement, devenue en 1946 la Fédération de l'éducation nationale